# Pampanga (Fluss)
Der Fluss Pampanga (früher unter der Bezeichnung Rio Grande de la Pampanga bekannt -- Großer Fluss von Pampanga) ist nach dem Cagayan der zweitlängste Fluss auf der Insel Luzon und der drittlängste auf den Philippinen. Er ist der wasserreichste Fluss in der Region Central Luzon und fließt durch die Provinzen Pampanga, Nueva Ecija, Bulacan, Tarlac und Quezon.
Die Quellflüsse des Pampanga entspringen in den Gebirgen der Caraballo-Berge und der Sierra Madre. Bevor der Fluss südlich von Macabebe in die Manilabucht mündet, schlängelt er sich über eine Länge von 260 km südwärts durch Luzon und wird dabei von zahlreichen Nebenflüssen gespeist. Die größten davon sind neben dem Peñaranda der Coronel-Santor River und der Rio Chico. Am Oberlauf des Pampanga befindet sich in der Provinz Nueva Ecija der 1974 errichtete Pantabangan-Staudamm, welcher den Fluss im Pantabangan-Stausee aufstaut. Der Staudamm dient neben der Energieerzeugung auch der Bewässerung der umliegenden landwirtschaftlich genutzten Flächen sowie der Regulierung der Wassermassen im Flusslauf nach starken Regenfällen. Heute ist der Staudamm und der daraus entstandene See auch ein beliebtes Ausflugsziel unter Touristen.
Die Nebenflüsse des Pampanga, der Maasim, San Miguel, Garlang, Bulu und Penaranda, formen die 320 km² großen Candaba-Flussmarschen. Sie sind ein wichtiges Überwinterungsgebiet für Zugvögel und ein Brutgebiet für einheimische Wasservögel. Am Oberlauf seines Nebenflusses Angat liegt eines der wichtigsten Gebiete zur Trinkwassergewinnung für die Hauptstadtregion Metro Manila, im Angat Watershed Forest Reserve.
Besonders der Unterlauf des Pampanga ist von regelmäßigen Überschwemmungen geprägt.
Da unzählige Anwohner und auch Industriebetriebe entlang des Pampanga mangels alternativer Entsorgungsmöglichkeiten neben ungeklärten Abwässern auch vielfach normalen Hausmüll im Fluss entsorgen, ist dieser stark verschmutzt. Lokale Politiker fordern deshalb, dieser Problematik durch die Schaffung ordentlicher Deponien und verstärkter Kontrollen der illegalen Müllentsorgung im Fluss entgegenzuwirken.